# Instituto Superior de Comercio de Coquimbo
El Instituto Superior de Comercio de Coquimbo (también conocido por su sigla INSUCO) es un establecimiento educacional ubicado en la ciudad de Coquimbo. Se especializa en otorgar educación técnico-profesional en las áreas relacionadas con el comercio, particularmente en las especialidades de contabilidad, administración de empresas y programación. Actualmente posee 54 profesores y se encuentra ubicado en la calle Doctor Marín #367, en el sector denominado El Llano de Coquimbo.

## Historia
El Instituto Superior de Comercio de Coquimbo fue fundado el 11 de febrero de 1905, iniciando sus clases el 10 de mayo de 1905. Inicialmente estaba ubicado en la esquina de las calles Aldunate y Sierra, y poseía 46 alumnos. Entre sus primeros profesores estaba Bernardo Ossandón, quien también se desempeñó como primer director del instituto hasta su retiro en 1917.
En 1915 se traslada a su actual ubicación, en una casa que pertenecía a Santiago Castagneto. En 1938 se crea la especialidad de Contabilidad, mientras que la de Secretariado fue establecida en 1949. Durante el "Plan Serena" en 1952 fue construido el actual edificio, que fue diseñado por Guillermo Rencoret. Once años después es inaugurada la especialidad de Ventas y Publicidad.